# Mokszan
Mokszan – osiedle typu miejskiego w Rosji, w obwodzie penzeńskim. W 2010 roku liczyło 11 808 mieszkańców.